# سدى

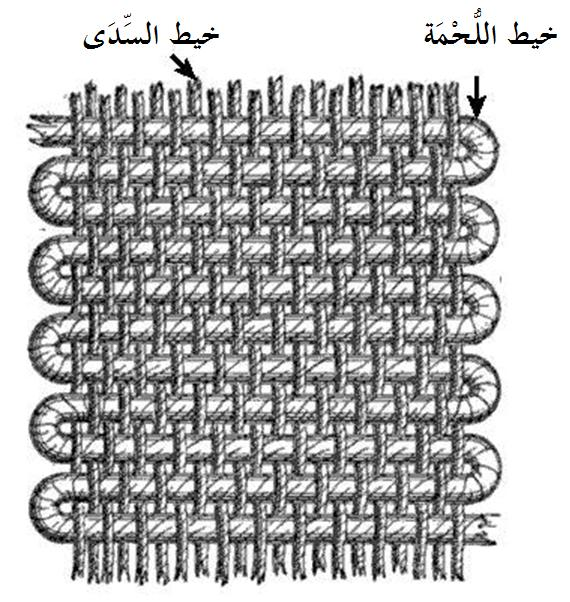
خيوط السدى واللحمة في النسيج السادة

السَّدَى (واحدتُهُ: سَدَاةٌ، وتجمع على: أَسْدَاء، وأَسْدِيَة) (بالإنجليزية: Warp) خيوط نسيج الثوبِ التي تُمَدُّ طولاً، وهو خلاف اللُّحْمَة التي تمتد عرضًا.
وهي أي خيط من خيوط النسيج يمكن أن تستخدم لإنتاج الأقمشة ذات الخيوط المتشابكة مثل الأقمشة المنسوجة أو المحيكة.
وأثناء النسج على المنسج، تشد خيوط السدى قبل بدأ النسج.
تغزل خيوط السدى من ألياف النسيج. ويشكل اتجاه البرم أثناء الغزل إما برم يمين (برم Z) أو برم شمال (برم S). يعطي البرم قوة الاحتكاك الكافية لتتماسك الألياف مع بعضها وتعطي خيطًا قويًا على نحو كاف ليتحمل الشد المطبق على خيوط السدى. كانت الألياف المستخدمة في تصنيع خيوط السدى سابقا هي الألياف الصوفية وألياف الكتان. ومع تطور تقنية الغزل أثناء الثورة الصناعية أصبح من الممكن تصنيع خيوط قطنية ذات قوة كافية لتستخدم كخيوط للسدى. وقد استخدمت لاحقا خيوط من الألياف الاصطناعية مثل النايلون والرايون.
تتعرض خيوط السدى على المنسج إلى إجهادات أكبر من الإجهادات في آلة الحياكة، ولذلك تكون خيوط السدى أقوى وأنعم وأكثر تجانسا وذات برم أكثر من خيوط اللحمة.
تعالج خيوط السدى عادة في محلول ذي تركيب خاص مثل محلول النشا، وتسمى العملية بالتبويش. تمد هذه العملية الخيوط بقوة إضافية لتقاوم الإجهادات أثناء عملية النسج أو الحياكة، مثل الإجهادات الدورية، والثني، والسحج بمختلف أجزاء المنسج، بالإضافة إلى الاحتكاك بين الخيوط نفسها. تتحسن قوة الخيوط (مقاومة السحج) بعد التبويش وخصوصا نتيجة تقليل الزغب الخارج من الخيوط. يقلل التبوييش من انقطاعات خيوط السدى أثناء عمليات الإنتاج مما يؤدي إلى توقف المنسج وضياع بعض الوقت لحين ربطه من جديد.